# Mazyki
Mazyki – (j.ros: Мазыки) — wieś w obwodzie smoleńskim, rejon chisławiczski. Przez wieś przepływa rzeka Rudka.

## Historia
Ziemie obecnej wsi w roku 1359 stały się częścią Wielkiego Księstwa Litewskiego, a następnie Rzeczypospolitej Obojga Narodów, w ramach której należały do województwa mścisławskiego, aż do I rozbioru Polski w 1772. W XIX w. w guberni mohylewskiej, w ujezdzie mścisławskim. W 1902 roku należała do gminy Oślanka, miała 32 domy, 221 mieszkańców i cerkiew. W dniu 25 marca 1918 r. włączona do Białoruskiej Republiki Ludowej. W dniu 1 stycznia 1919 r. zgodnie z uchwałą I Zjazdu Komunistycznej Partii Białorusi weszła w skład Białoruskiej SRR, ale 16 stycznia Moskwa włączyła wieś wraz z innymi etnicznie białoruskimi terenami do RSFSR. W 1924 roku, mimo przewagi ludności białoruskiej, Mazyki nie wróciły do BSRR.

## Kościół i klasztor Zakonu karmelitów trzewiczkowych
W 1714 roku w Mazykach został ufundowany drewniany kościół pod wezwaniem Trójcy Świętej, na którego założenie środki przekazał Michał Bogusław Kociełł, pełniący funkcję starosty mścisławskiego. W 1814 kościół został wyremontowany i wzmiankowano, że ma strukturę krzyżową i wieżę od frontu. Zależny od klasztoru w Mścisławiu klasztor karmelitów trzewiczkowych był parterowy i zbudowany z drewna. W 1832 roku wykonano jego pomiar i został skasowany przez władze rosyjskie, a w konsekwencji przestał istnieć.